# Escrita japonesa
A escrita japonesa moderna faz uso de três formas de escrita diferentes: o kanji que são ideogramas de origem chinesa e dois silabários japoneses conhecidos como hiragana e katakana. Também são utilizados os algarismos arábicos e o alfabeto latino porém não tão frequentemente como as formas anteriores.
É possível representar a forma escrita da língua japonesa utilizando apenas caracteres do alfabeto latino num processo denominado romanização. Esta representação do japonês recebe a denominação Rōmaji e é utilizada principalmente pelos estrangeiros que desconhecem as três formas de escrita mais utilizadas no Japão ou pelos próprios japoneses para entrada de textos em japonês em computadores.
A forma escrita do japonês pode ser completamente representada utilizando apenas os silabários hiragana e katakana juntamente com o rōmaji e grande parte das palavras também possui representação em kanji. O uso de uma forma ou outra segue sugestões de estilo, convenções e legibilidade. Quando espera-se que o leitor encontre dificuldade no entendimento dos ideogramas kanji utiliza-se um recurso denominado furigana.
A escrita japonesa pode utilizar duas direções diferentes. Uma delas é cópia da forma chinesa onde os caracteres são escritos em colunas do topo para o rodapé da página, sendo as colunas ordenadas da direita para a esquerda. Outra forma é a representação em linhas escritas da esquerda para a direita indo do topo para o rodapé das páginas como no ocidente.

## Hiragana
Hiragana é um dos silabários japoneses utilizados para se representar a forma escrita da língua japonesa. Utilizado principalmente em palavras que não possuem representação em ideogramas kanji ou se estes ideogramas tornarão a leitura demasiadamente difícil. Também é utilizado para representar as flexões em verbos e adjetivos bem como partículas gramaticais. Por exemplo, para escrever uma palavra trissílaba, utilizam-se três caracteres.

## Katakana
Katakana é um dos silabários japoneses utilizados para se representar a forma escrita da língua japonesa. É utilizado principalmente para representar palavras estrangeiras ou de natureza científica. Também é utilizado para animais ou plantas para os quais não existam representações comuns em kanji e normalmente é usado para onomatopéias. Também possui o efeito de ênfase ao texto como na escrita em itálico.

## Kanji
Kanji é um conjunto de ideogramas de origem chinesa assimilados pelos japoneses. Cada caractere possui significado e pronúncia variáveis de acordo com o contexto no qual é aplicado. É utilizado para escrever nomes japoneses, substantivos e também representa os radicais de adjetivos e verbos.
Também podem ter seu significado e leitura variado se tiverem dois ou mais kanjis juntos.

## Rōmaji e numerais
- ローマ字 - Os rōmaji são os caracteres de origem latina que são usados em:
  - acrônimos, por exemplo ONU;
  - palavras e nomes japoneses usados em outros países, como em cartões de visita e passaportes;
  - nomes de firmas e produtos que necessitem ser lidos tanto no Japão como em outros países como, por exemplo, empresas japonesas: SONY, Panasonic, Pioneer (empresa), Aiwa (que pertence à SONY), etc.
- インドアラビア数字 (indoarabia-sūji) - Os numerais indo-arábicos (em oposição aos algarismos tradicionais de kanji) são comumente usados para escrever números em texto horizontal. Veja também os numerais japoneses.